# 福島県女子師範学校遭難事故
福島県女子師範学校遭難事故（ふくしまけんじょししはんがっこうそうなんじこ）は、1926年（大正15年）9月17日、吾妻山を集団登山的行事で登山中の福島県女子師範学校の教員・生徒ら145人が五色沼付近で悪天候に巻き込まれて遭難、うち4人が疲労凍死(低体温症)で死亡した山岳遭難事故である。

## 経緯
1926年9月16日、吾妻山への集団登山をするために福島県女子師範学校の教師4名（うち女性1名）と生徒138名（4年生65名・2年生73名）が庭坂村の高湯温泉の2つの宿（信夫屋・安達屋）に分宿していた。一行は翌日に吾妻山に日帰りで集団登山をする予定であった。
翌17日朝、天候が曇り空で吾妻山側に雲が低く垂れ込めている。引率責任者であった男性教員は地元の山岳界でも名の知れた登山家であり、電話で測候所に問い合わせを入れた。測候所は「風雨やや強し」との回答であった。教員4名が直ちに登山の実施の可否を協議したが、登山が中止になることを不安視した生徒達が次々と駆けつけ始めた。教師の見解は2対2に割れたために引率責任者の判断に従うことになった。責任者は現時点で雨が降っているわけではないこと、測候所の回答が「風雨やや強し」であること（確実に天気が荒れるなら測候所も「風雨強かるべし」と断言すると考えていた）、既に登山実施を希望する生徒達が次々と押しかけていることから1日無為に過ごすよりは開催した方が良いと判断した。実際に外でその決定を聞いていた生徒達は一斉に歓声を上げたという。
午前6時20分、教師・生徒全員と案内人2名（信夫屋若主人・庭坂村の青年）及び男性カメラマンは高湯温泉を出発した。当時は磐梯吾妻スカイラインは存在せず、ぬる湯温泉から吾妻小富士の裾野を迂回するルートが行われていたが、地元を知っていた引率責任者や案内人は真っ直ぐ一切経山を越えて五色沼に向かった。しかし、距離は短いが険しい道のために疲労する生徒が続出し、折しも11時20分頃から雨が降り始め、30分後には強風豪雨となって生徒達を襲った。生徒達は携帯用雨具を持参していない者も多く、突然の豪雨に混乱状態に陥った。引率責任者は家形山から南に向かって鎌沼もしくは吾妻小富士周辺の硫黄採掘場に出るのが望ましいと判断して、引率している他の大人6名にその旨を伝えていたが、次第に集団はバラバラになり始めて、大人たちを含めた150人弱の集団は3つの集団に分かれることになった。
20名余りの先頭集団は午後2時頃に往路に出る道の存在に気付き、この集団にいた男性教員は引率責任者の指示に反して記憶に新しい往路を逆行することを選択、結果的にこれが功を奏して午後3時40分に高湯温泉に戻って遭難の第一報をもたらした。高湯温泉のある庭坂村役場では直ちに消防団と青年団の召集が行われ、村中に半鐘が鳴り響いたと伝えられている。50名ほどの第2集団は別の男性教員と案内人であった庭坂村の青年が率いていたが、五色沼の南東岸から一切経山の西南山腹を強行突破して午後2時半硫黄採掘場を発見、しばらく休憩の後、午後3時20分に風雨が弱ったタイミングで再度出発して午後6時半には高湯温泉に戻ることが出来た。この時点で半分近くが帰還できたことになる。
しかし、引率責任者と女性教員、それに信夫屋の若主人（47歳）とカメラマン（35歳）が率いる残りの65名ほどの集団は途中で案内人である若主人が道を間違えたこともあり、一切経山から家形山の山腹に向かう午後2時前後に強風豪雨をまともに受けてしまった。そして、2年生の女生徒2名と若主人、そしてカメラマンの4名が意識不明となってしまう。引率責任者は比較的元気な4年生6名と共に何としても4名を連れ帰ることを決意して五色沼西岸の家方山の山腹でビバークを決意し、残りの生徒を女性教師に託した。同性である女性教師の檄に勇気を振り絞った生徒達はやがて迂回して往路に戻ることに成功し、午後8時25分になって高湯温泉に帰還した。夜になって天候が回復し、月明かりが吾妻山を照らすのを見た引率責任者は4名の死亡を確認した上で、雨で身体を濡らした生徒が一晩救助隊を待つのは無理だと考えて残った生徒達を連れ帰る方針に転換、6人の生徒を励ましながら夜の山道を走破して翌日午前4時40分、引率責任者ら最後の7名が高湯温泉に帰還することに成功した。
この遭難事故をきっかけに吾妻山の登山路建設が進められ、翌1927年（昭和2年）に完成した。
現在、五色沼の西岸には4名の死を悼む「福島女子師範生遭難碑」が建てられている。